# Girlfriend of Steel 2nd
Neon Genesis Evangelion: Girlfriend of Steel 2nd (яп. 新世紀エヴァンゲリオン鋼鉄のガールフレンド 2nd Shinseiki Evangerion Kōtetsu no Gārufurendo 2nd, lit. "Neon Genesis Evangelion Girlfriend of Steel 2nd"), в английском издании Neon Genesis Evangelion: Iron Maiden 2nd, — игра от компании Gainax во вселенной Евангелиона а также манга базирующаяся на её основе. Действие происходит в альтернативной вселенной из аниме-сериала и в частности 26-го эпизода. Игрок управляет Синдзи Икари, которого он может отправить домой, в школу, или в новый «Токио-3».
Характеры персонажей из оригинального сериала остались прежними, за исключением небольших изменений. 
Синдзи живет дома с матерью и отцом, Мисато Кацураги - его учительница в школе, Рицуко Акаги - школьный доктор (обе продолжают работать в Nerv). Аска - подруга детства и соседка Синдзи, Каору Нагиса - загадочный парень, который знает Синдзи много лет, а Рей Аянами - бойкая ученица, переведенная из другой школы.
Синдзи, Аска, Рей, Каору, Тодзи и Кенске оказываются выбраны пилотами Евангелионов: первые трое пилотируют те же, что в сериале, Тодзи - Еву-03, Каору - серийную Еву-05, а Кенске предназначается Ева-04, погибшая в Америке, так что он оказывается резервным пилотом.
Хотя название игры предполагает, что это сиквел к предыдущей Girlfriend of Steel, они никак не связаны.

## Игровой процесс
Геймплей выполнен в стиле обычной визуальной новеллы с некоторыми дополнениями. Графика почти не отличается от первой части, музыка и голоса соответствуют оригинальному сериалу, однако игру делала новая команда. Присутствуют некоторые функции из симулятора свиданий, можно покорить сердце Рей, Аски или Каору. Для каждого из этих персонажей доступны бонусные CG после прохождения.
По ходу действия игрок выбирает, с кем он будет проводить следующий отрезок времени, но это не влияет на концовку (в самом конце, независимо от более ранних действий, можно выбрать будущее с Рей или Аской, но не с Каору). Сюжет разделен на несколько глав, пилоты вместе посещают место службы - Геофронт, путешествуют по заброшенным туннелям и участвуют в битве с ангелами.
Несмотря на то, что события происходят в «альтернативной вселенной», в игре немало отсылок к оригиналу: костюмы пилотов (plugsuits), планы Гендо Икари по «комплементации человечества», отношения Рицуко и Гендо, а также ангелы.
Игра доступна на Японском для Mac OS, Mac OS X, Windows и PlayStation 2.

## Манга
Манга-адаптацию игры нарисовал Фумино Хаяси, она публиковалась по частям с ноября 2003 и доступна в изданиях Monthly Asuka. Было объявлено, что манга будет выпущена на английском языке в журнале Newtype USA под названием: Neon Genesis Evangelion: Angelic Days. В том же Newtype USA манга вышла в августе 2005 года. После закрытия журнала манга публиковалась отдельным изданием.

## Прочее
В первую неделю после выпуска было продано 17,421 копий игры.